# Vergelegen

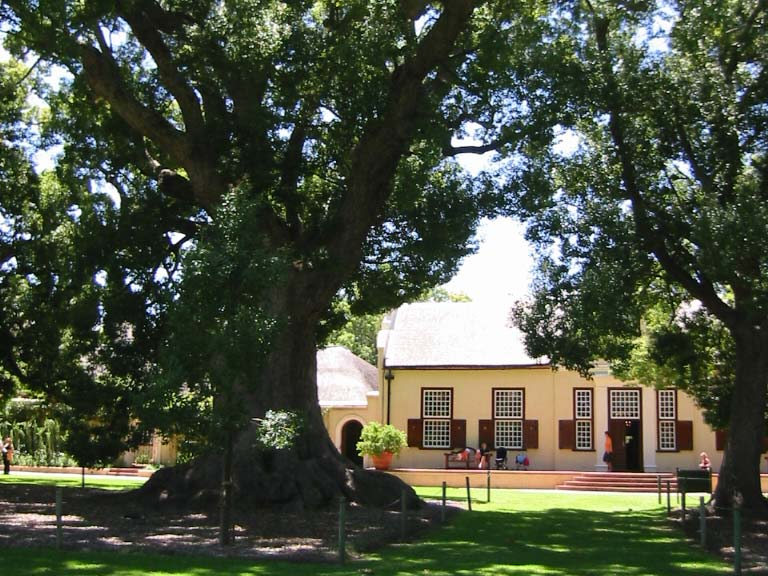
Weingut Vergelegen mit 300 Jahre altem Kampferbaum

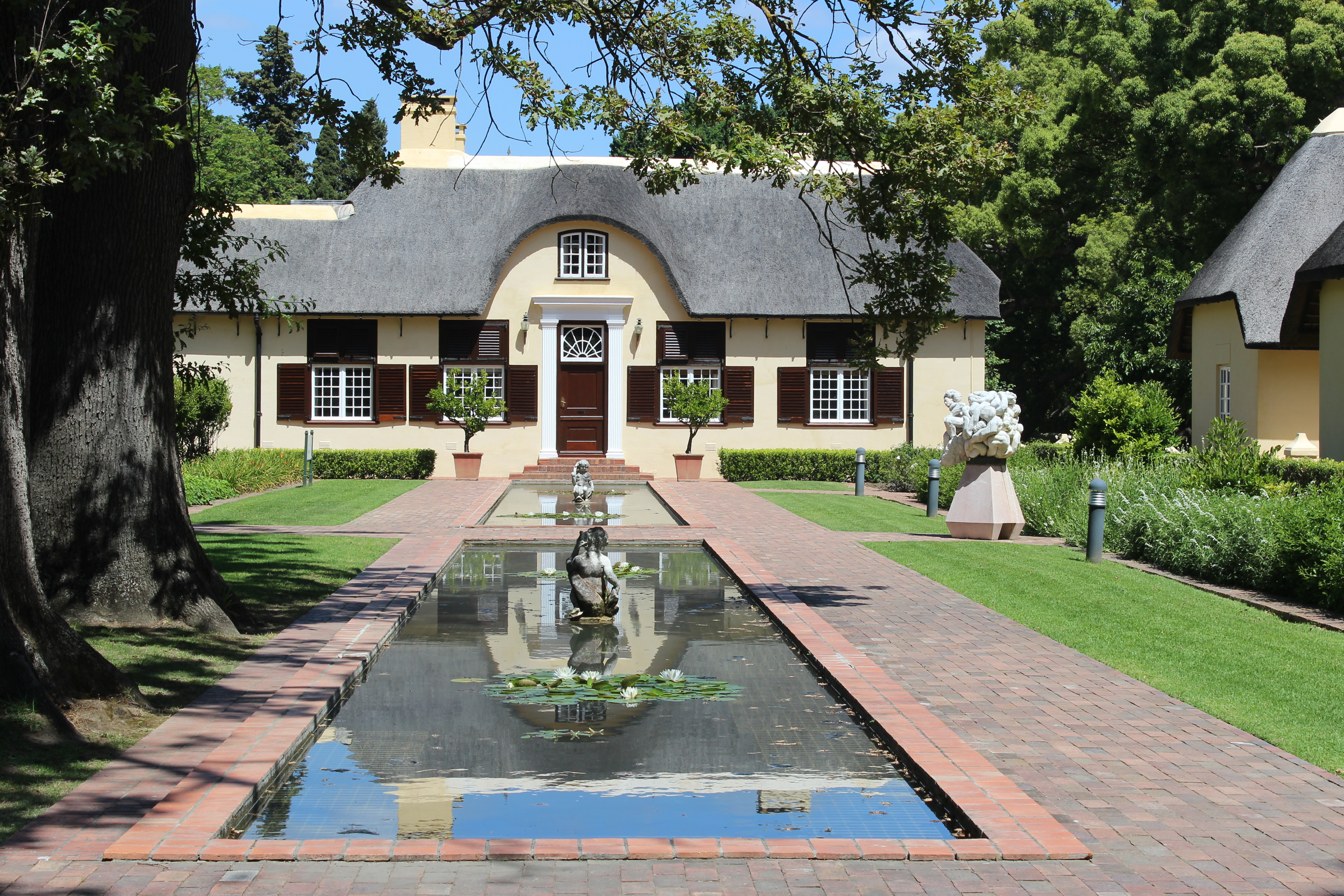
Nordfassade des Herrenhauses

Das südafrikanische Weingut Vergelegen (niederländisch; deutsch „Abgelegen“) liegt etwa vier Kilometer nordöstlich von Somerset West und etwa 50 km östlich von Kapstadt.
Das Weingut wurde von Willem Adriaan van der Stel gegründet, der im Jahr 1699 seinen Vater als Gouverneur ablöste. Besucht wurde es Mitte der 1990er Jahre von der britischen Königin Elisabeth II.
Das Herrenhaus des Weinguts wurde 1701 eingeweiht und gehört zu den ältesten Herrenhäusern am Fuße der Hottentots Holland Berge und am Flüsschen Lourens. Das Gutshaus ist typisch für den kapholländischen Baustil: das Dach ist strohgedeckt, die Räume sind großzügig mit Teak- und Gelbholz versehen.
Auf dem Weingut befinden sich weit über 300 Jahre alte Kampferbäume, die zum Nationalmonument erklärt wurden. Außerdem gehören das Restaurant Lady Phillips Tea Garden sowie Rosen- und Kräutergarten zum Weingut.
Neben Weinproben können auf Wunsch Besichtigungen des Weinguts und der Kellerräume durchgeführt werden. Die Weine des Weinguts Vergelegen haben bereits viele internationale Auszeichnungen erlangt. Zu den Rebsorten zählen
- Cabernet Sauvignon
- Shiraz
- Merlot
- Chardonnay
- Sauvignon Blanc

Der vom Weingut herausgebrachte Namenswein Vergelegen ist eine Cuvée aus Cabernet Sauvignon und Merlot vom Bordeaux-Typ. Er gehört konstant zu den fünf besten Weinen Afrikas.
Anfang 2017 zerstörte ein Buschfeuer rund 40 % des Geländes.